# Земля Афродіти
5°48′ пд. ш. 104°48′ сх. д. / 5.8° пд. ш. 104.8° сх. д.
Земл́я Афрод́іти (лат. Aphrodite Terra) — найбільша з трьох великих височин («материків») Венери. За площею близька до Африки, а її довжина становить майже половину окружності планети (точних значень немає через відсутність чітких кордонів). Розташована недалеко від екватора. Названа на честь грецької богині любові і краси Афродіти; ця назва була затверджена Міжнародним астрономічним союзом в 1979 році.

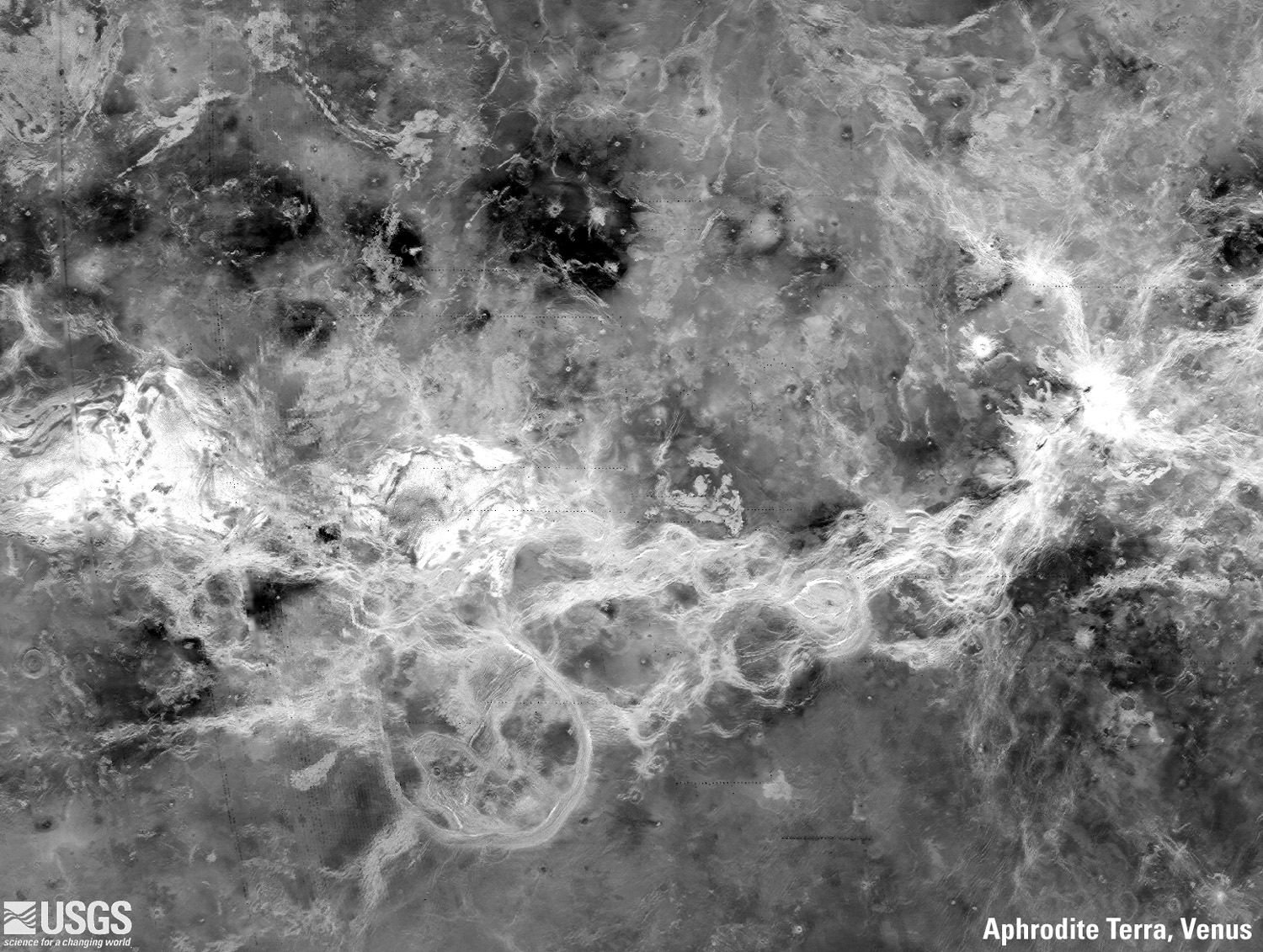
Земля Афродіти на Венері

На краю Землі Афродіти (на захід від області Атли) у 1985 році приземлилися посадочні модулі космічних апаратів «Вега-1» і «Вега-2».

## Загальний опис
Межі Землі Афродіти досить розмиті, їх можна проводити по різному рівню висоти і тому оцінки її площі і положення її крайніх точок сильно відрізняються. 
За однією з оцінок за довготою вона тягнеться приблизно від 50° до 210° сх. д., а за широтою — від 20° сх. ш. до 40° пд. ш.
За іншою оцінкою Земля Афродіти простягається від 10° сх. ш. до 45° пд. ш. і охоплює довготи 60°- 210°, а її східний край — область Атли — доходить до 30° пн.ш., згідно з цією ж оцінкою протяжність Землі Афродіти становить близько 18 тисяч км, а в широтному напрямку — більш ніж 5 тисяч км.
Також існує оцінка, що Земля Афродіти охоплює 12-178  сх. д. і 9° пн. ш. — 11° пд. ш. За площею Земля Афродіти за різними оцінками займає 29 або 41 млн км². Перша з цих оцінок приблизно дорівнює площі Африки, а друга Азії.

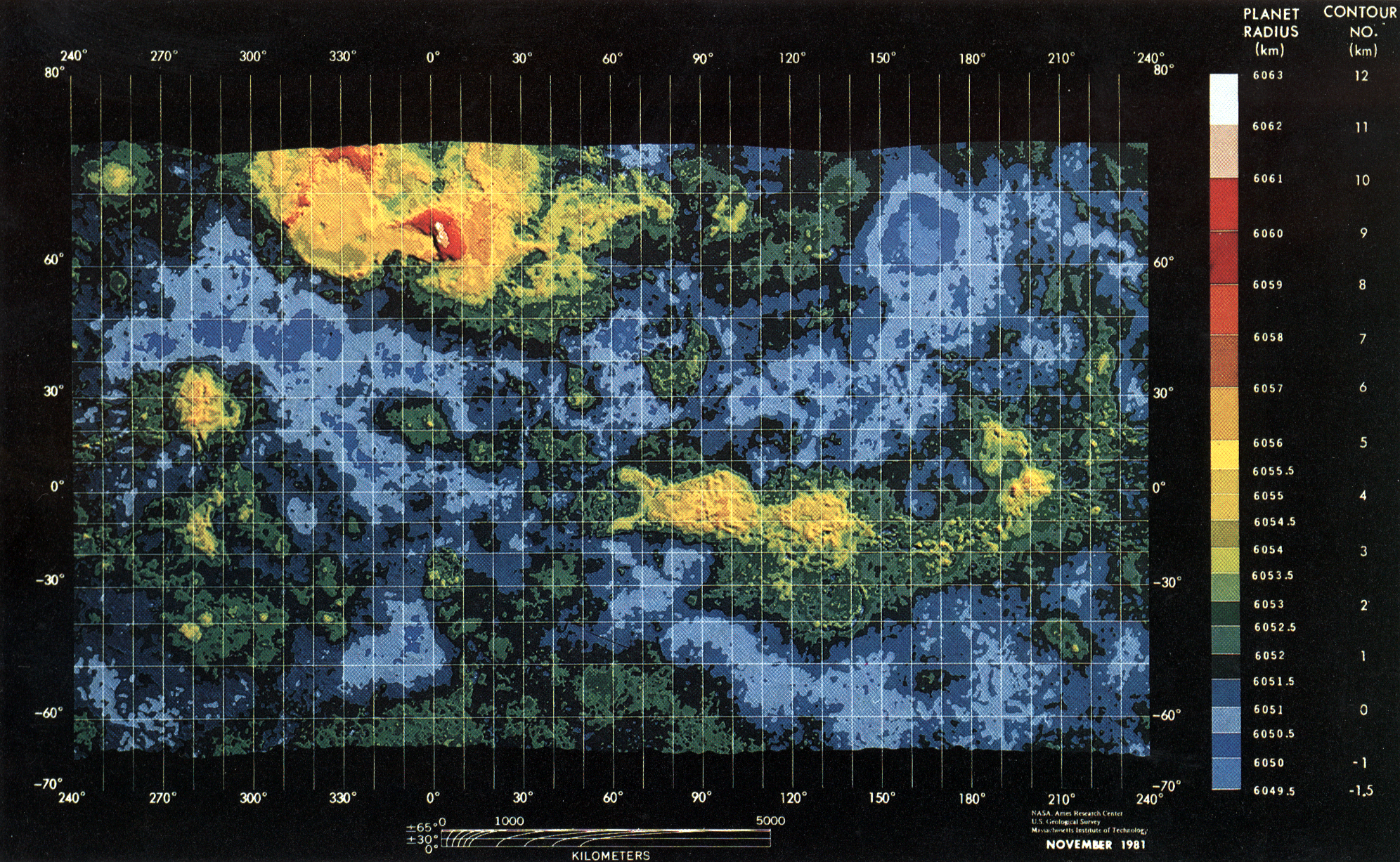
Карта висот Венери. Земля Афродіти — правіше і нижче центру

Формою Земля Афродіти нагадує скорпіона, який дивиться на захід. У ній вирізняють три гірські області (із заходу на схід): область Овда, область Фетіда і область Атла.

## Рельєф
Земля Афродіти складається з трьох основних областей, до яких часто додають четверту, яка геологічно пов’язана з нею, але не входить до її складу в номенклатурі МАС:
- Область Овда — простягається на захід більше ніж на 5000 км, має найвищий рельєф, з кількома фрагментами плато, переважають тесери;
- Область Фетіда — довжина майже 3000 км на схід, схожа на Овду;
- Вінець Артеміди — розташована на південному сході, має низький рельєф, ширину 2600 км та безліч заплутаних долин.
- Область Атла  — розташована на схід від рівнини Русалки, що утворює "хвіст скорпіона" землі Афродіти. Найменша за площею, але найвища[9]: вона містить другу за висотою гору планети (і її найвищий вулкан) — гору Маат.